# Mitaka
Mitaka (japanska: 三鷹市 ?, Mitaka-shi) är en stad i Tokyo prefektur i Japan. Staden fick stadsrättigheter 1950.
Japans nationella centrum för astronomisk forskning, National Astronomical Observatory of Japan (NAOJ) (japanska: 国立天文台 ?, kokuritsu tenmondai) är baserat i Mitaka.
I Mitaka ligger Ghibli-museet, med utställningar främst om Studio Ghiblis produktioner.

## Kommunikationer
Den viktigaste kommunikationslinjen för Mitaka är Chuolinjen som ansluter direkt till både Shinjuku och Tokyo station, de två mest trafikerade stationerna i Tokyo och även västerut inåt landet.